# Козажевек
Козажевек (пол. Kozarzewek) — село в Польщі, у гміні Казімеж-Біскупи Конінського повіту Великопольського воєводства.
Населення — 201 особа (2011).
У 1975-1998 роках село належало до Конінського воєводства.

## Демографія
Демографічна структура станом на 31 березня 2011 року:
|          | Загалом | Допрацездатний вік | Працездатний вік | Постпрацездатний вік |
| -------- | ------- | ------------------ | ---------------- | -------------------- |
| Чоловіки | 96      | 19                 | 67               | 10                   |
| Жінки    | 105     | 15                 | 64               | 26                   |
| Разом    | 201     | 34                 | 131              | 36                   |